# Jean-Chrisostôme Imbert
Jean-Chrisostôme Imbert, född 1779, död 1855, var tillförordnad president i Haiti vid tre tillfällen, 9 mars-10 mars 1811, 9 mars-10 mars 1815 och 29 mars-30 mars 1818.